# Epi info
Epi info é um software de domínio público criado pelo CDC (Centers for Disease Control and Prevention, em português Centro para o controle e prevenção de doenças) voltado a área da saúde na parte de epidemiologia. Ele visa a atender uma necessidade emergente em todo o planeta: o gerenciamento e a análise de bancos de informações individualizados e em constante renovação.
Para isso, a equipe de programadores agregou nele um conjunto de subprogramas:
- Make view, utilizado na criação de formulários de entrada;
- Enter data, responsável pela inclusão, alteração e exclusão de registros;
- Analise data, realiza a análise estatística dos registros;
- Create Maps, cria cruzamento de dados com mapas (georreferenciamento);
- Create reports, que emite vários tipos de relatórios referentes aos dados armazenados.
- Outros Subprogramas renovados a cada versão, específicos para demandas diversas.

O que destaca o Epi Info em sua categoria é a reunião dos recursos essenciais num pacote que pode ser baixado gratuitamente, feito para uso em praticamente qualquer PC e o principal: não requer conhecimentos avançados do usuário.
Atualmente já houve mais de 1.000.000 de downloads, em 180 países, além da tradução para 13 idiomas (Segundo dados do CDC).